# Johann Poppel

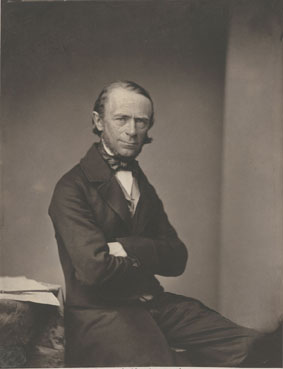
Johann Poppel

Johann Gabriel Friedrich Poppel (* 14. Mai 1807 im Industriedorf Hammer bei Nürnberg; † 6. August 1882 in Ammerland) war ein deutscher Kupfer- und Stahlstecher, Architekturzeichner, Landschaftsmaler und Verleger.

## Leben
Johann Poppel lernte zunächst das Kupferstechen bei Johann Martin Friedrich Geißler an der Nürnberger Kunstschule. Darauf aufbauend lernte er 1829 das Stahlstechen bei Professor Carl Ludwig Frommel in Karlsruhe, der dort ein Atelier für Stahlstecher betrieb. Und wie zuvor Frommel reiste auch Poppel nach London: 1832 erschien dort William Tomblesons Reisebeschreibung Views of the Rhine… mit englisch, französisch und deutsch untertitelten Stahlstichen nach Tomblesons eigenen Zeichnungen. Angekündigt als Ausgabeort war, neben London und Paris, Karlsruhe.
1833 arbeitete Poppel erneut in Karlsruhe. Im selben Jahr heiratete er Sophie Franziska Albrecht in Nürnberg, die ihm 1834 dort ihren Sohn Christian Gustav Friedrich gebar.
1838 ging Poppel mit seiner Familie dauerhaft nach München und nur vorübergehend 1841 nochmals nach England. Für seine beachtete „Galerie Europäischer Städte“ gewann er 1845 Georg Michael Kurz zum Mitarbeiter, der später auch als Verleger sein Geschäftsteilhaber wurde.
Johann Poppel stach vor allem anfangs nach Zeichnungen, die er eigens vor Ort gefertigt hatte. Trotz seiner Reisen nach England hat er jedoch die meisten seiner Ortsansichten vermutlich nie selbst gesehen. Der Zudruck „gez.(eichnet) v.(on) …“ oder „nach einer Zeichnung von …“ meinte oft nicht Unikate anderer Künstler, sondern gestochene Vervielfältigungen von Lithographie-Vorlagen aus von Poppel nie besuchten Orten. Jene Vorlagen dürften in der Regel von den beschreibenden Buchautoren beschafft worden sein, mit denen Poppel korrespondierte. Zu den Zeichnern gehörte u. a. Ludwig Rohbock.
Die Bildbände entstanden mitunter ebenso als Koproduktion „mit Deutschlands bekanntesten Stahlstechern“ (Untertitel „Der Rhein …“) bzw. „im Vereine mit den ausgezeichnetsten Stahlstechern unserer Zeit“ (Untertitel „Königreich Preussen …“). Ausdrücklich genannt werden neben Georg Michael Kurz unter anderem Franz Abresch und Ed. Willmann.
Poppel unterrichtete nach der Allgemeinen Deutschen Biographie eigene Schüler darunter Jobst Riegel. Ein Mitarbeiter seines Ateliers war Joseph Maximilian Kolb.

## Werke

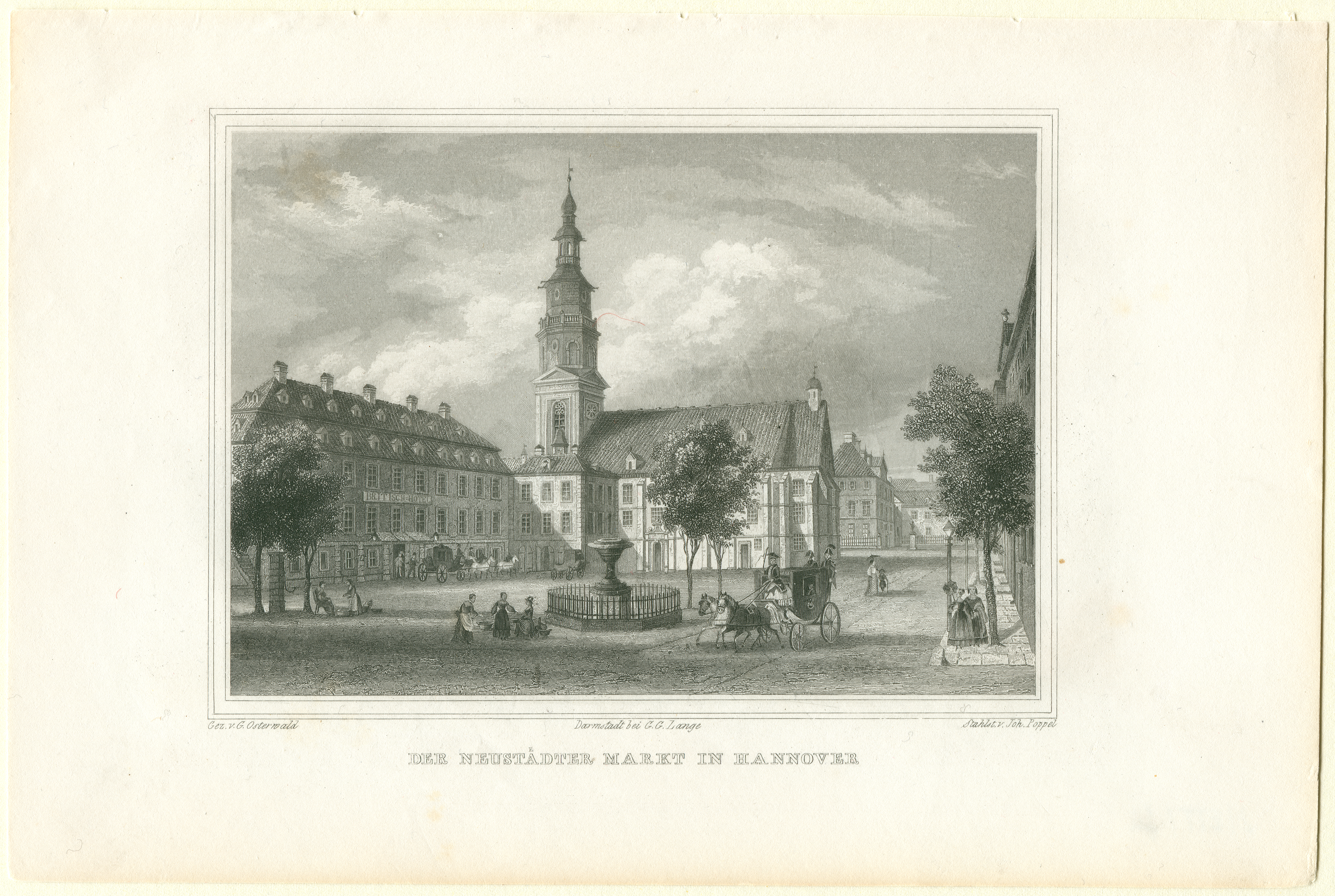
Der Neustädter Markt in Hannover, vor 1858, gesamtes Blatt mit allen Textangaben

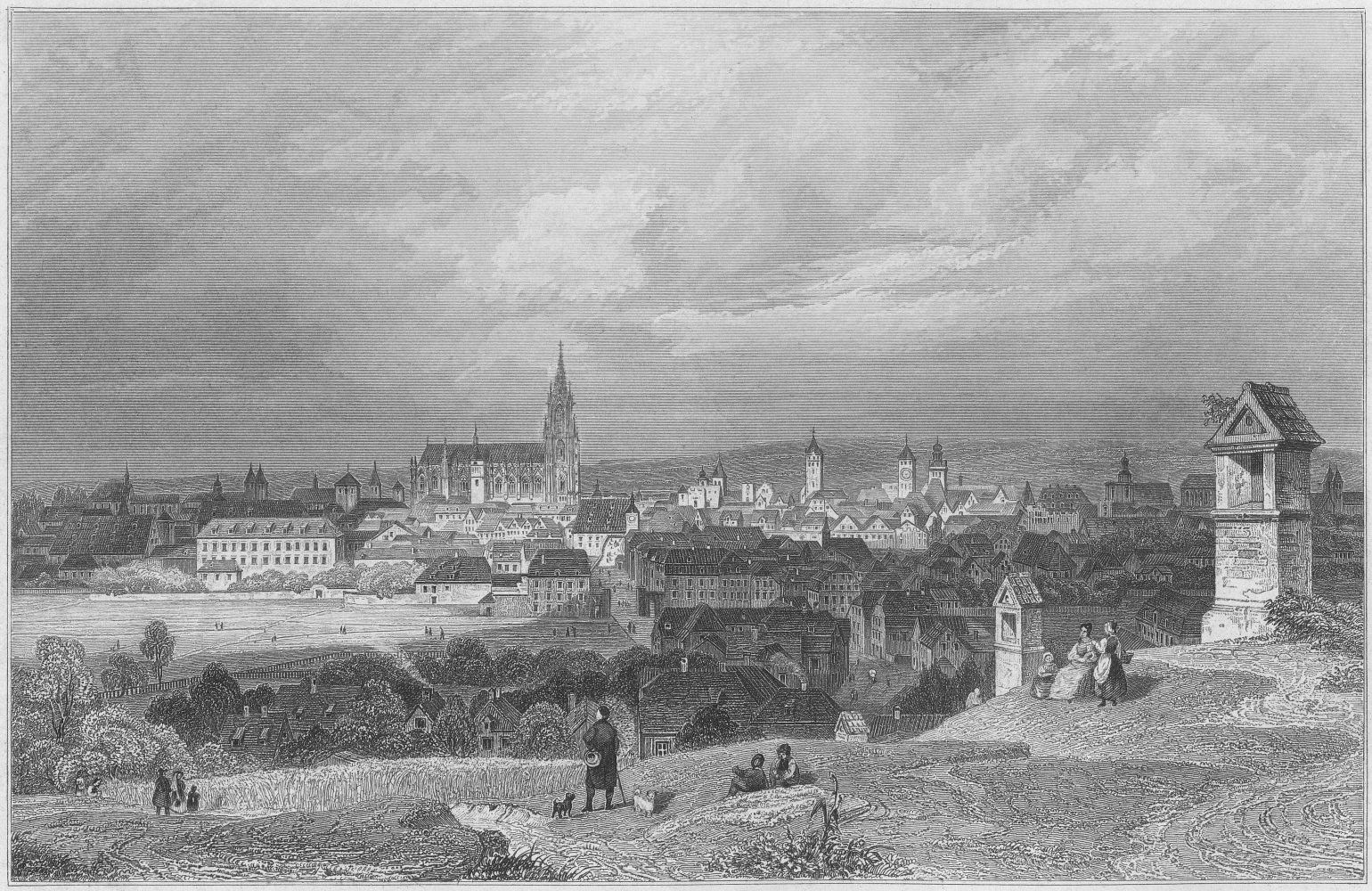
Regensburg vom Calvarienberg

Poppel illustrierte, teils mit anderen Künstlern, unter anderem folgende Werke:
- Malerische Ansichten aus Nürnberg / nach der Natur gezeichnet und in Stahl gestochen von J. Poppel; mit kurzem erläuternden Texte von J. Chr. Ernst Lösch, und beigefügter Uebersetzung in die französische und englische Sprache = Vues de Nuremberg / desinées d’après nature et gravées en acier par Jean Poppel = Views of Nuremberg / drawn from nature and engraved on steel by John Poppel. Schneider und Weigel, 4 Hefte, Nürnberg 1834–1841.[3]
- Bath Ems and its Environs…. Darmstadt und Wiesbaden 1841.
- Bad Ems und seine Umgebungen…. Darmstadt und Wiesbaden 1842.
- Die Taunusbäder, Wiesbaden, Ems, Schlangenbad…. Darmstadt und Wiesbaden 1844.
- Rudolf Löser: Galerie Europäischer Städte. München 1845–1848, 6 Bände.
- Heinrich Bettziech (Pseudonym „BETA“): Berlin und Potsdam…. München 1846.
- Maximilian Benno Peter von Chlingensperg: Das Königreich Bayern…. 2. Band, Verlag Georg Franz, München 1846 (daten.digitale-sammlungen.de).
- Ludwig Lange: Der Rhein und die Rheinlande.….von Mainz bis Köln… Gustav Georg Lange, München 1846–1847; Heinrich Müller Malten, Darmstadt 1855 (books.google.de).[4]
- Hermann Biernatzki: Schleswig-Holstein. Verlag von Poppel und Kurz, München 1848.
- Das Königreich Preußen…. Darmstadt 1852.
- Mecklenburgisches Album. Verlag B. S. Berendsohn, Hamburg 1855.
- Hamburger Album. Verlag B. S. Berendsohn, Hamburg.
- Brandenburgisches Album. Verlag B. S. Berendsohn, Hamburg.
- Denkmale deutscher Baukunst. Ernst Förster, Leipzig 1855/69.
- Otto von Heinemann: Das Königreich Hannover und das Herzogthum Braunschweig…. Druck und Verlag von Gustav Georg Lange, Darmstadt 1858.
- Eugen Huhn: Das Grossherzogthum Baden…. Darmstadt 1860.
- Johann Michael von Soeltl, München mit seinen Umgebungen vorzüglich in geschichtlicher Beziehung. Mit vierzehn Bildern, 1854, folgende Stiche von Poppel:

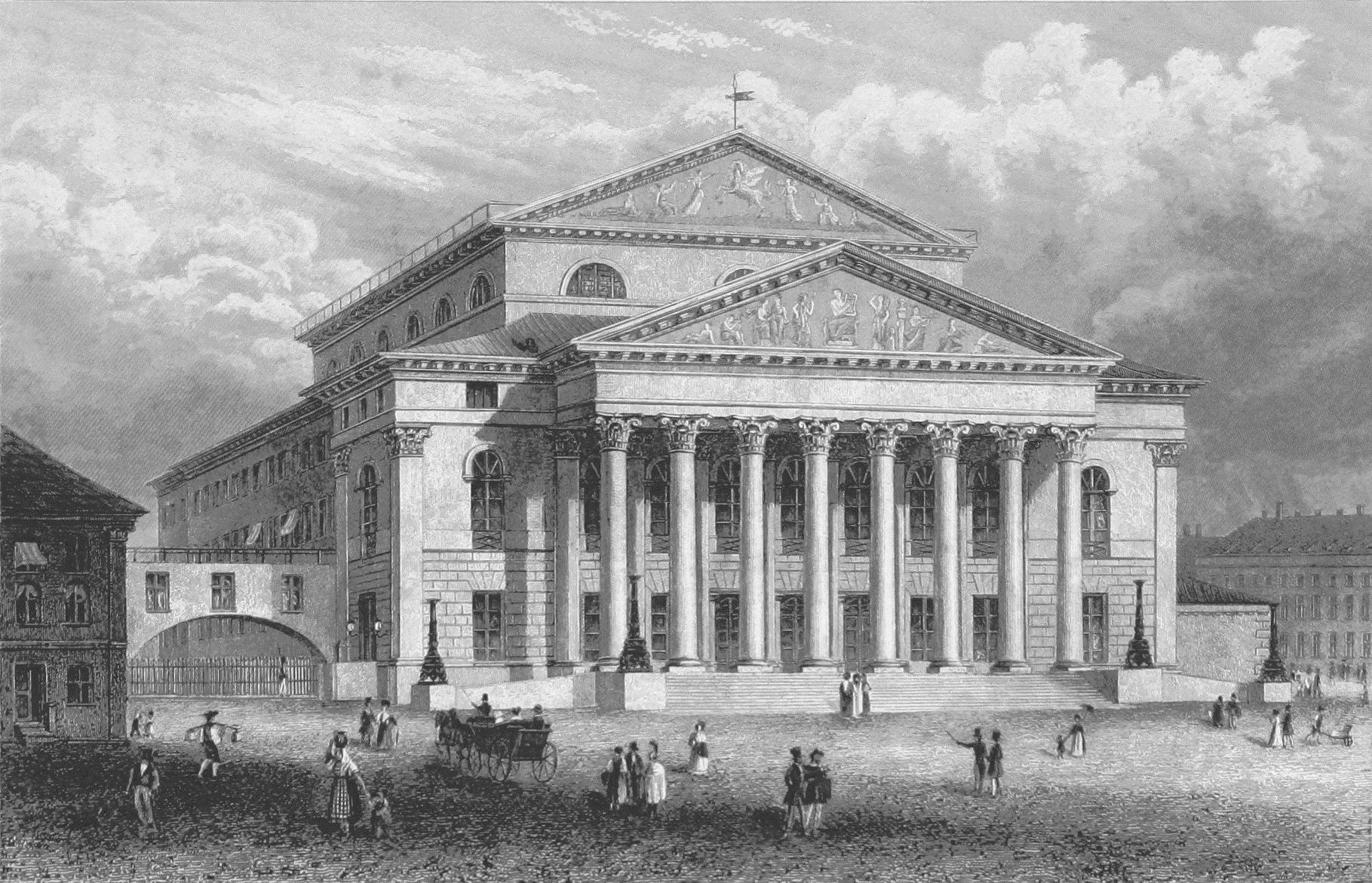
Nationaltheater in München, Zeichnung und Stich von Johann Poppel
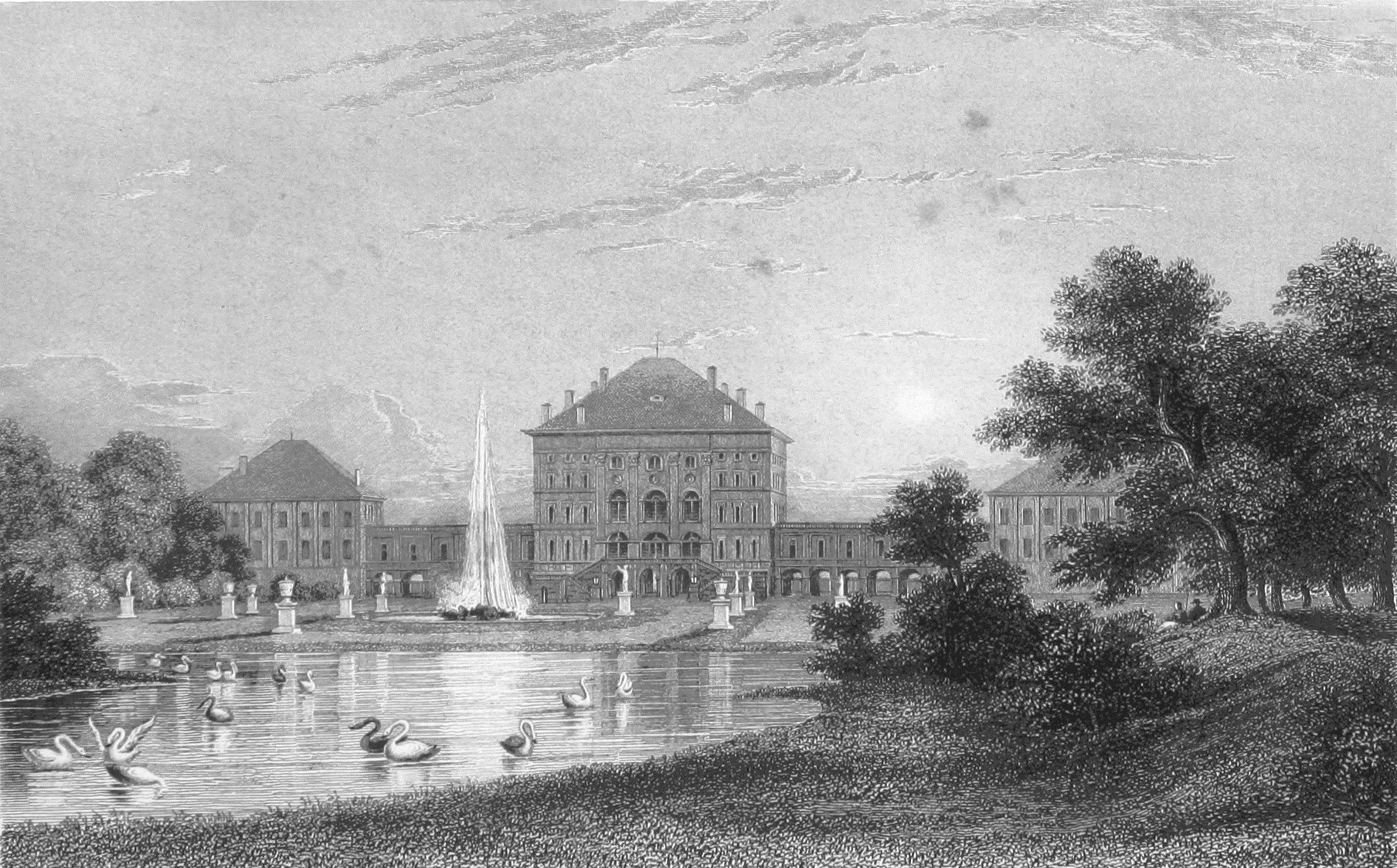
Schloss Nymphenburg in München, Zeichnung und Stich von Johann Poppel
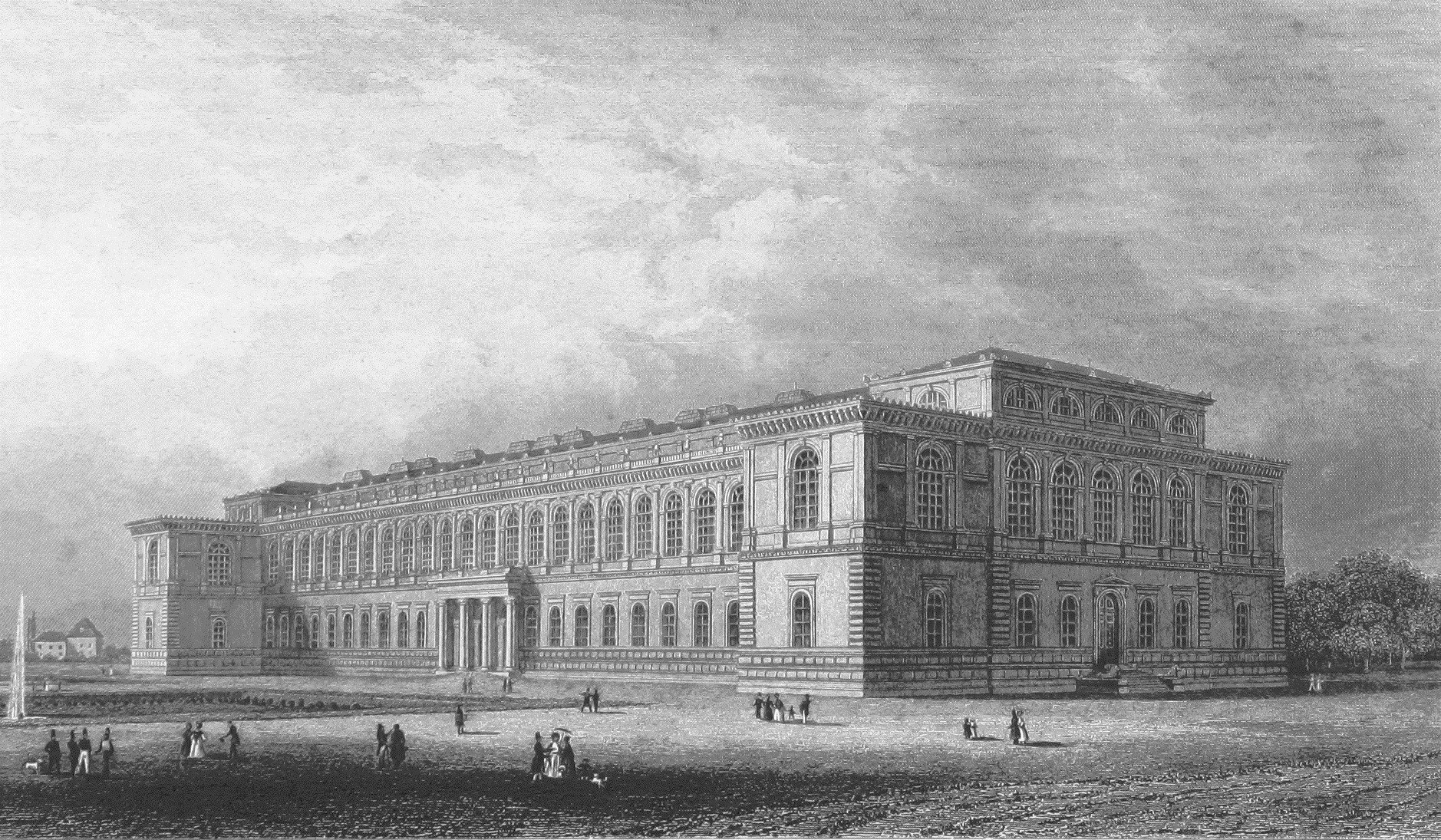
(Alte) Pinakothek in München, Zeichnung und Stich von Johann Poppel
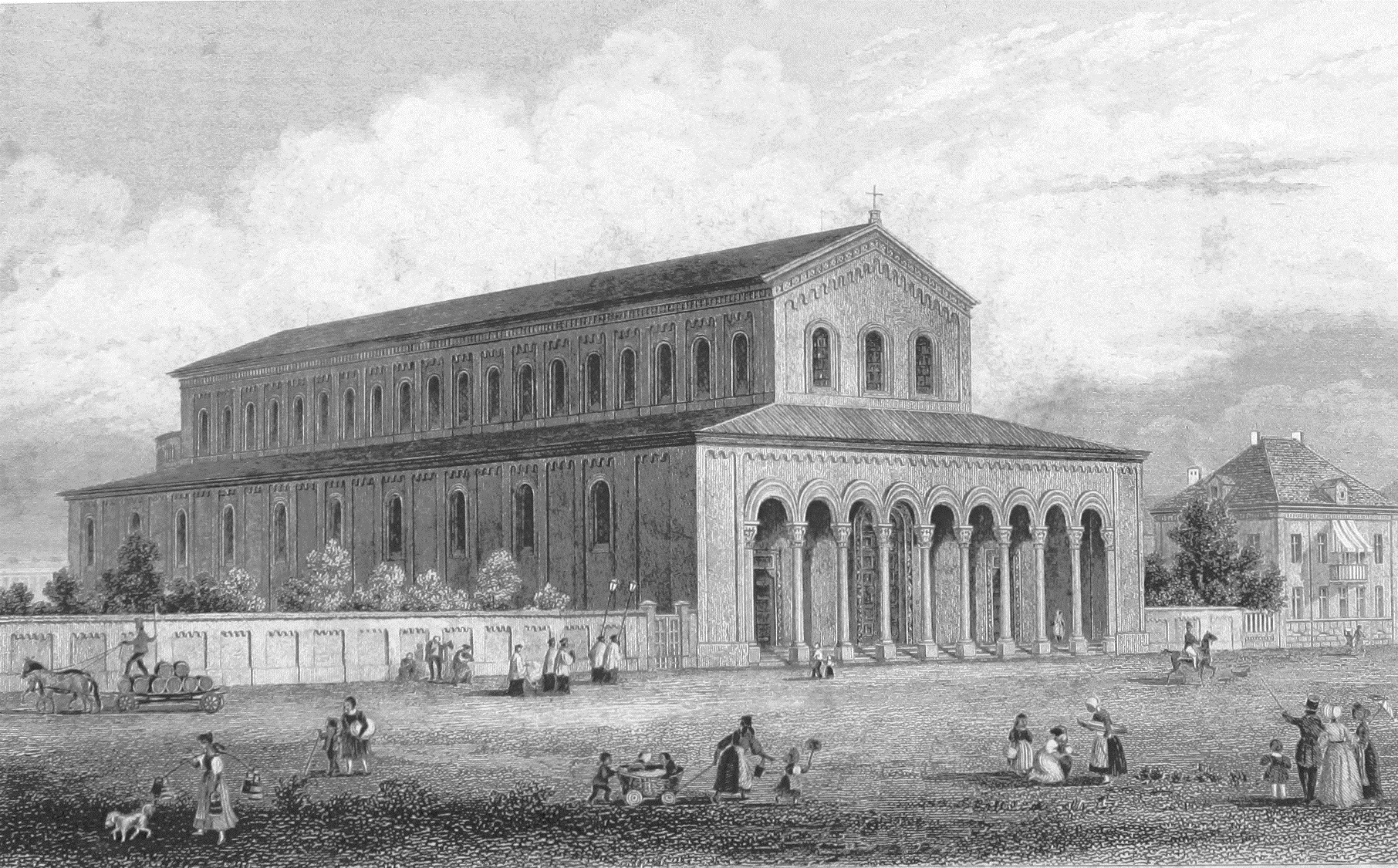
Kirche St. Bonifaz in der Karlstraße in München, Zeichnung und Stich von Johann Poppel
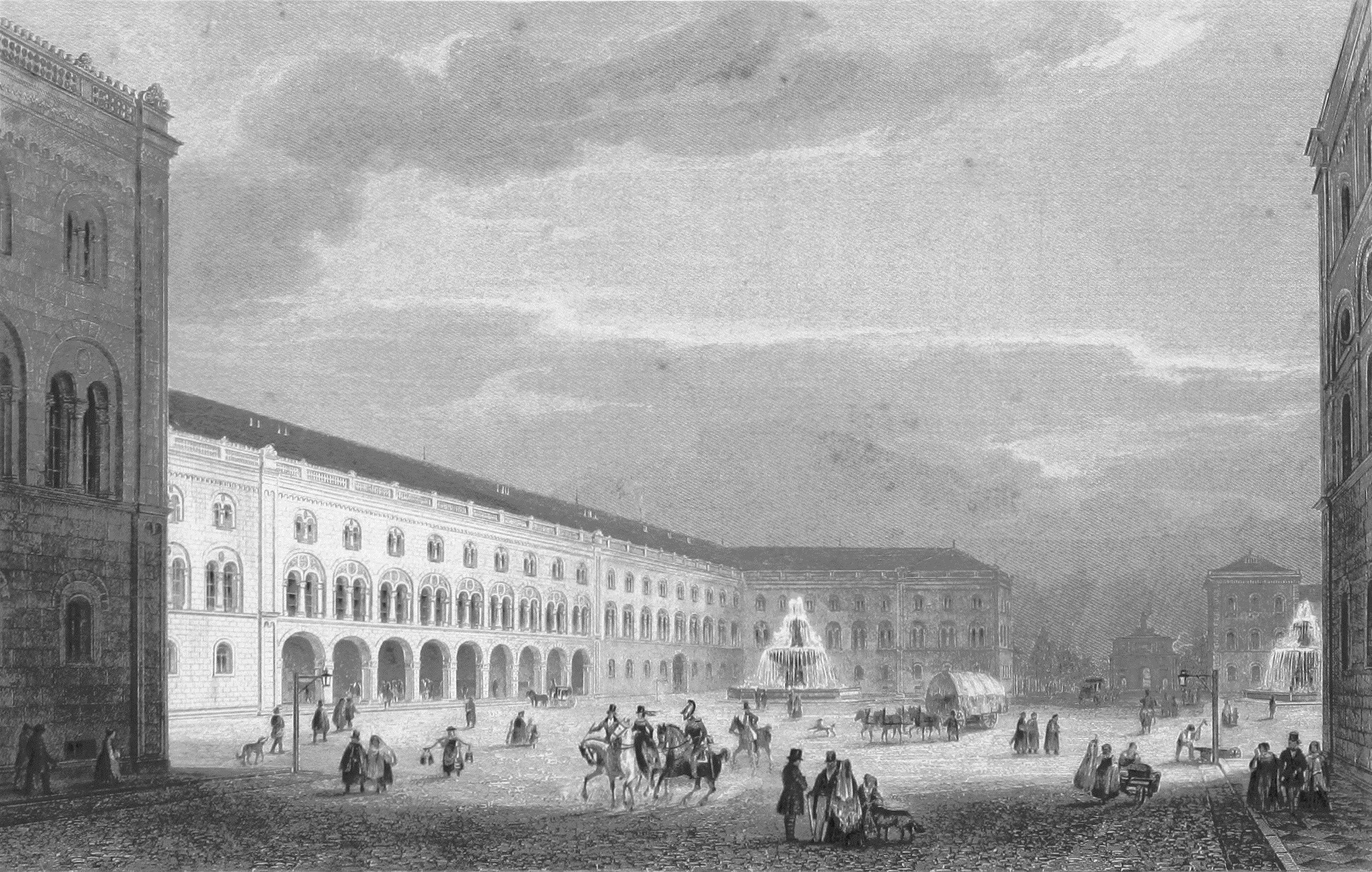
Universitätsgebäude an der Ludwigstraße in München, Zeichnung und Stich von Johann Poppel nach einer Zeichnung von Gustav Seeberger

## Stand der öffentlichen Institutionen und Privatbesitzer (unvollständig)
Die Staatliche Bibliothek Passau verlinkt unter anderem zu 11 vergrößerten, zum Teil guachierten Ausschnitten von Poppel-Blättern ab ca. 1840 in 72 dpi, von dort weiter zu 600 dpi. Die höher aufgelösten Digitalisate tragen wie ein Wasserzeichen den durchscheinenden Namen der Besitzerin, individuell in das jeweilige Bild platziert.
Das Münchner Stadtmuseum bewahrt 8 Zeichnungen und Aquarelle von Poppel, meist Münchener Hof- und Staatsgebäude darstellend.
Das Ulmer Museum besitzt Poppels Ölbild Landschaft bei Meran.